# Langsa

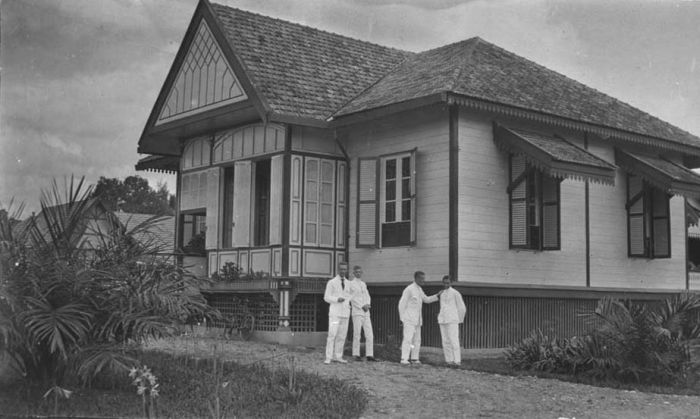
Koloniaal huis in Langsa.

Langsa is een stad in de provincie Atjeh in het noorden van Sumatra, Indonesië.
Langsa heeft een oppervlakte van 262 km2 en heeft ruim 117.000 inwoners (2000).

## Onderdistricten
1. Langsa Barat (14 dorpen)
2. Langsa Kota (13 dorpen)
3. Langsa Lama
4. Langsa Baroh
5. Langsa Timur (25 dorpen)